# مگنوم برهاد
مگنوم برهاد (انگلیسی: Magnum Berhad) شرکت سرگرمی مالزیایی است، که در سال ۱۹۷۵ تأسیس شد.